# إل. إف. تومسون
إل. إف. تومسون هو سياسي أمريكي، ولد في 26 ديسمبر 1827، وتوفي في 27 مايو 1894 في Donald, Washington ‏ في الولايات المتحدة. نشط حزبياً في الحزب الجمهوري. وقد انتخب عضو مجلس ولاية واشنطن ‏.